# Melipotis leona
Melipotis leona är en fjärilsart som beskrevs av Felder 1874. Melipotis leona ingår i släktet Melipotis och familjen nattflyn. Inga underarter finns listade i Catalogue of Life.